# San Nicolás de Tolentino
San Nicolás de Tolentino är en ort i Mexiko.   Den ligger i kommunen Acámbaro och delstaten Guanajuato, i den södra delen av landet, 170 km väster om huvudstaden Mexico City. San Nicolás de Tolentino ligger 1 876 meter över havet och antalet invånare är 401.
Terrängen runt San Nicolás de Tolentino är kuperad söderut, men norrut är den platt. Runt San Nicolás de Tolentino är det ganska tätbefolkat, med 111 invånare per kvadratkilometer. Närmaste större samhälle är Acámbaro, 5,1 km väster om San Nicolás de Tolentino. I omgivningarna runt San Nicolás de Tolentino växer huvudsakligen savannskog.